# Debreceni Sportuszoda
A Debreceni Sportuszoda Debrecen területén található, nemzetközi sportesemények megrendezésére is alkalmas uszoda. Itt bonyolították le a 2012-es úszó-Európa-bajnokság, a 2007-es rövid pályás úszó-Európa-bajnokság versenyeit, valamint a Debreceni VSE mérkőzéseit.

## Története
Az uszoda alapkövét 2005 novemberében tették le a Debreceni Egyetem Kassai úti Campusának területén, a Nagyerdő szomszédságában. A létesítmény átadására 2006 októberében került sor. Az első sportesemény a vízilabda magyar kupa elődöntői voltak az épületben. 2008 decembere óta a Debreceni Sportcentrum Kiemelkedően Közhasznú Nonprofit Kft. üzemelteti. A versenymedencén kívül rendelkezésre állnak tanmedencék, szauna, jakuzzi és termálmedence is. A versenymedence különlegessége, hogy egy elhúzható fal segítségével 25 vagy 33 méteressé is átalakítható.

## Sportrendezvények
- a magyar vízilabdakupa elődöntői (2006)
- rövid pályás magyar úszóbajnokság (2006, 2007)
- rövid pályás úszó-Európa-bajnokság (2007)
- magyar úszóbajnokság (2011, 2012, 2013, 2014, 2017, 2018, 2019, 2022)
- úszó-Európa-bajnokság (2012)
- 2022-es férfi és női vízilabda-világbajnokság

## Elhelyezkedése
Megközelíthető gyalogosan a belvárostól a Nagyerdő felé 20 percnyi sétával, a debreceni Nagyállomásról a 3-as, illetve 5-ös számú trolibusszal (Főnix Csarnokig kell jönni), illetve az 1-es számú villamossal, ami a Nagyállomástól közlekedik, a Nagyerdei körúton kell leszállni, végigjönni a körúton, majd a Martinovits utcánál jobbra tartani 100 méterig és elérjük az uszodát. Az uszoda a Hadházi út-Zákány utca sarkon áll. A parkolás ingyenes, az uszoda mögött tenisz és futball pályák is vannak, illetve éttermek.